# Lysá skála
Der Lysá skála (deutsch Kahlstein, Kahler Stein) – heute auch Spící panna (Schlafende Jungfrau) genannt – ist ein 419 m hoher markanter Felsberg südlich von Česká Lípa in Tschechien. Der Berg ist Teil der Berggruppe Provodínské kameny (Mikenhahner Steine) und stellt ein einzigartiges Zeugnis des tertiären Vulkanismus in Nordböhmen dar. Seit 1956 steht der Berg auf 3,5 Hektar als Naturdenkmal Provodínské kameny unter Naturschutz.

## Lage und Umgebung
Der Lysá skála befindet sich ungefähr sieben Kilometer südöstlich von Česká Lípa (Böhmisch Leipa). An seinem Fuße befindet sich die verstreut gelegene Gemeinde Provodín (Mikenhahn).

## Aussicht
Trotz der geringen Höhe ist die Aussicht vom Gipfel sehr umfassend. Im Norden reicht der Blick bis zur Bergkette des Lausitzer Gebirges, im Westen ins Böhmische Mittelgebirge und im Süden in die hügelige Waldlandschaft von Kummergebirge und Daubaer Schweiz. Im Osten wird der Blick von der Mauer des Jeschkenkamms begrenzt. Markante Berge im Blickfeld sind der Ralsko (Roll), der Bezděz (Bösig), der Ronov (Ronberg) und der Vlhošť (Wilschtberg).

## Wege zum Gipfel
- Der Berg liegt an einer blau markierten Wanderroute von Česká Lípa nach Provodín. Eine Abzweigung führt bis zum Fuß des Gipfelaufbaus. Ein Aufstieg auf den Gipfel ist mit leichtem Klettern möglich.
- Günstige Ausgangspunkte für den Besuch des Berges sind auch die Bahnhöfe Srní u České Lípy und Jestřebí u České Lípy an der Bahnstrecke Bakov–České Lípa. Über den oben genannten Wanderweg ist der Berg dann in etwa einer halben Stunde erreichbar.